# Ilhéu Caroço
O Ilhéu Caroço é uma ilha do arquipélago de São Tomé e Príncipe, no Golfo da Guiné. O ilhéu não é habitado. Tem cerca de 0,4 km² e um relevo íngreme.